# Topsim
Topsim (eigene Schreibweise: TOPSIM) ist eine Marke der Topsim GmbH, unter der Unternehmensplanspiele für die Aus- und Weiterbildung verschiedener Zielgruppen angeboten werden, je nach Konzeption und betriebswirtschaftlichem Schwerpunkt von Auszubildenden bis hin zu Führungskräften.

## Produkte
Die Topsim GmbH bietet verschiedene Planspiele zu unterschiedlichen Themengebieten an. In den Planspielen erhalten Spieler die Möglichkeit, ein virtuelles Unternehmen zu führen. Sie treffen Entscheidungen in verschiedenen Bereichen, beispielsweise im Vertrieb oder HR und lernen die Auswirkungen auf den Markt kennen. Dadurch sollen die Spieler auf eine spätere Führungstätigkeit vorbereitet werden. Planspiele gibt es zu vielen unterschiedlichen Branchen, Themen und Komplexitätsstufen:
- easyManagement
- Business Challenge
- General Management
- Manufacturing Management
- Production & Services
- Startup
- Going Global
- Scale Up
- People Management
- Marketing
- Logistics
- Destinations Management
- Hospital Management
- Insurance
- Universal Banking.[2]

Seit 2013 können ein Großteil der Planspiele online, unabhängig von Zeit und Ort, in der Cloud gespielt werden.

## Geschichte
Der Ursprung von Topsim liegt in der 1982 gegründeten Unicon GmbH. In den 1990er Jahren entwickelte die Firma Unicon in Zusammenarbeit mit einigen Kunden eine Reihe von Unternehmensplanspielen mit dem Namen Topsim. Noch im gleichen Jahrzehnt wurde Unicon zum Marktführer für Planspiele im deutschsprachigen Raum. Zur Jahrtausendwende wurde der Standort in Tübingen eröffnet. Im Jahr 2001 fusionierte Unicon mit der Tertia Fernakademie und der Tertia Edusoft. Ab 2005 begann das Unternehmen auch außerhalb des deutschsprachigen Raums Fuß zu fassen.
Im Jahre 2006 übernahm Tata Interactive Systems die Tertia Edusoft GmbH und somit auch die Marke Topsim. Seit 2013 können die Planspiele auch als Onlineplanspiele in der Cloud gespielt werden.
2018 wurde Tata Interactive Systems GmbH zu Topsim GmbH. Im Jahre 2018 übernahm die börsennotierte MPS Ltd das Unternehmen.

## Verwendung
Die Topsim – Planspiele können für verschiedene Verwendungszwecke eingesetzt werden. Sie sind in drei Komplexitätsstufen eingeteilt. Die Spiele sind in Deutsch und Englisch verfügbar. Die Planspiele sind allgemein für den Einsatz im betriebswirtschaftlichen Bereich gedacht. Es gibt Spiele, die auf bestimmte Bereiche der Betriebswirtschaftslehre oder weitere Themen ausgerichtet sind, wie Unternehmensführung, Personal Management, Internationales Management, Strategisches Management, Supply-Chain-Management, Tourismusmanagement oder auch Gesundheitsmanagement.
Planspiele fördern eine praxisnahe Lehre. Die Simulationen werden zur Leistungskontrolle an Schule und Hochschulen eingesetzt sowie um Azubis weiterzubilden oder Mitarbeiter eines Unternehmens zu schulen.
Topsim – Planspiele fördern hard und soft skills:
- Betriebswirtschaftliche Methoden einsetzen
- Ein dynamisches Wettbewerbsumfeld berücksichtigen
- Strategien auswählen und umsetzen
- Auswirkungen der eigenen Entscheidungen einschätzen
- Teamfähigkeit und Kommunikationsfähigkeit verbessern
- Analytisches Denken und Problemlösefähigkeit vertiefen
- Zeitmanagement entwickeln
- Führungskompetenz erlangen

## Auszeichnungen
- 2011: Comenius EduMedia Siegel für das Planspiel Topsim – easyManagement.[3]
- 2011: LearnX Award für einen Vokabeltrainer, optimiert auf Mobile Endgeräte[4]
- 2011: APEX Award 2011 für ein E-Learningmodul zur Vermittlung des Code of Conduct.[5]
- 2012: Brandon Hall Award,[6] Gold für den virtuellen Supermarkt für Shoppers Drug Mart: The Store - Through the Associate's Eyes, Silber für das Vertriebstraining Philips Lighting Game und für das Selbstlernmodul „Bed Bug Inspection“ für Holland America Line, Bronze für den „Best Custom Content“ für BIPA
- 2012: Comenius EduMedia Siegel.[7]
- 2012: LearnX Award für das Vertriebstraining Philips Lighting Game.[8]
- 2012: Top 20 Content Development Companies.[9]
- 2013: Brandon Hall Awards, Gold-, 1 Silber- und 4 Bronzeawards für innovative Lernlösungen.[10]
- 2013: ELearning Award für das Web-Based Training PwC TS Induction in der Kategorie eRecruiting.[11]
- 2016: Brandon Hall Award in Gold für die PGA Business Simulation.[12]
- 2016: Comenius EduMedia Siegelfür das Planspiel Topsim – General Management in der Topsim – Cloud.[13]
- 2016: Learning & Performance Institute, Accredited Learning Provider.[14]
- 2019: Brandon Hall Award, Gold für Excellence in Learning/Best Use of games and Simulations for Learning[15]
- 2020: Brandon Hall Awards, Gold und Bronze für Excellence in Learning/Best Use of games and Simulations for Learning[16]
- 2021: Brandon Hall Awards, Silber für Best Use of games and Simulations for Learning[17]
- 2022: Brandon Hall Awards, Gold und Bronze für Best Use of games and Simulations for Learning/ Best Certification Program[18]